# Carlo Del Prete
Carlo Del Prete (6 de agosto de 1949 ) es un botánico italiano. Desarrolla actividades académicas en el Instituto de Botánica, de la Universidad de Modena

## Algunas publicaciones
- carlo Del Prete. 1985. The genus Ophrys L. (Orchidaceae): a new taxonomic approach. Volumen 15, N.º 5 de Acta horti Pisani. Edición reimpresa. 12 pp.

- -------------------. 1984. The genus Ophrys L. (Orchidaceae) in Italy: check-list of the species, subspecies and hybrids (contributions to the knowledge of the Italian Orchidaceae XII). Volumen 15, N.º 6 de Acta horti Pisani. Edición reimpresa. 9 pp.

- paolo emilio Tomei, carlo Del Prete. 1984. The botanical garden of the University of Pisa. Volumen 14, Número 18 de Acta horti Pisani. Edición reimpresa. 6 pp.

### Libros
- carlo Del Prete et al. 2006. "The Modena Botanic Garden: Plant Conservation and Habitat Management Strategies". En Nature Conservation: Concepts and Practice, Springer Berlin Heidelberg, ISBN 978-3-540-47228-5

- vittoria cristina Bertolini, carlo Del Prete, fabio Garbari. 2003. Karyological and biometrical studies on some species of the genus Dactylorhiza Necker ex Nevski sect. Dactylorhiza (Orchidaceae) of central-northern Italy. Volumen 23, Número 8 de Acta horti Pisani. Edición reimpresa de Dipartimento di Scienze Botaniche, 17 pp.

- carlo Del Prete, paola Miceli. 1999. Osservazioni istoanatomiche e tassonomiche su alcune entità centro-mediterranee di Orchis, sect. labellotrilobatae P. Vermeul. subsect. masculae Nevski e provinciales Nevski (Orchidaceae). Volumen 22, N.º 17 de Acta horti Pisani. Edición reimpresa de Dipartimento di Scienze Botaniche, 24 pp.

- luigi Mossa, carlo Del Prete. 1992a. L'Orto Botanico dell'Università di Cagliari. En Francesco Maria Raimondo (a cura di), Orti botanici, Giardini alpini, Arboreti italiani, Palermo, Ed. Grifo

- carlo Del Prete, f. Balderi, fabio Garbari. 1992b. Geobotanical research on Mount Pisano (Tuscany, Italy). Volumen 18, Número 12 de Acta horti Pisani

- La abreviatura «Del Prete» se emplea para indicar a Carlo Del Prete como autoridad en la descripción y clasificación científica de los vegetales.[1]